# Andrea Bregno

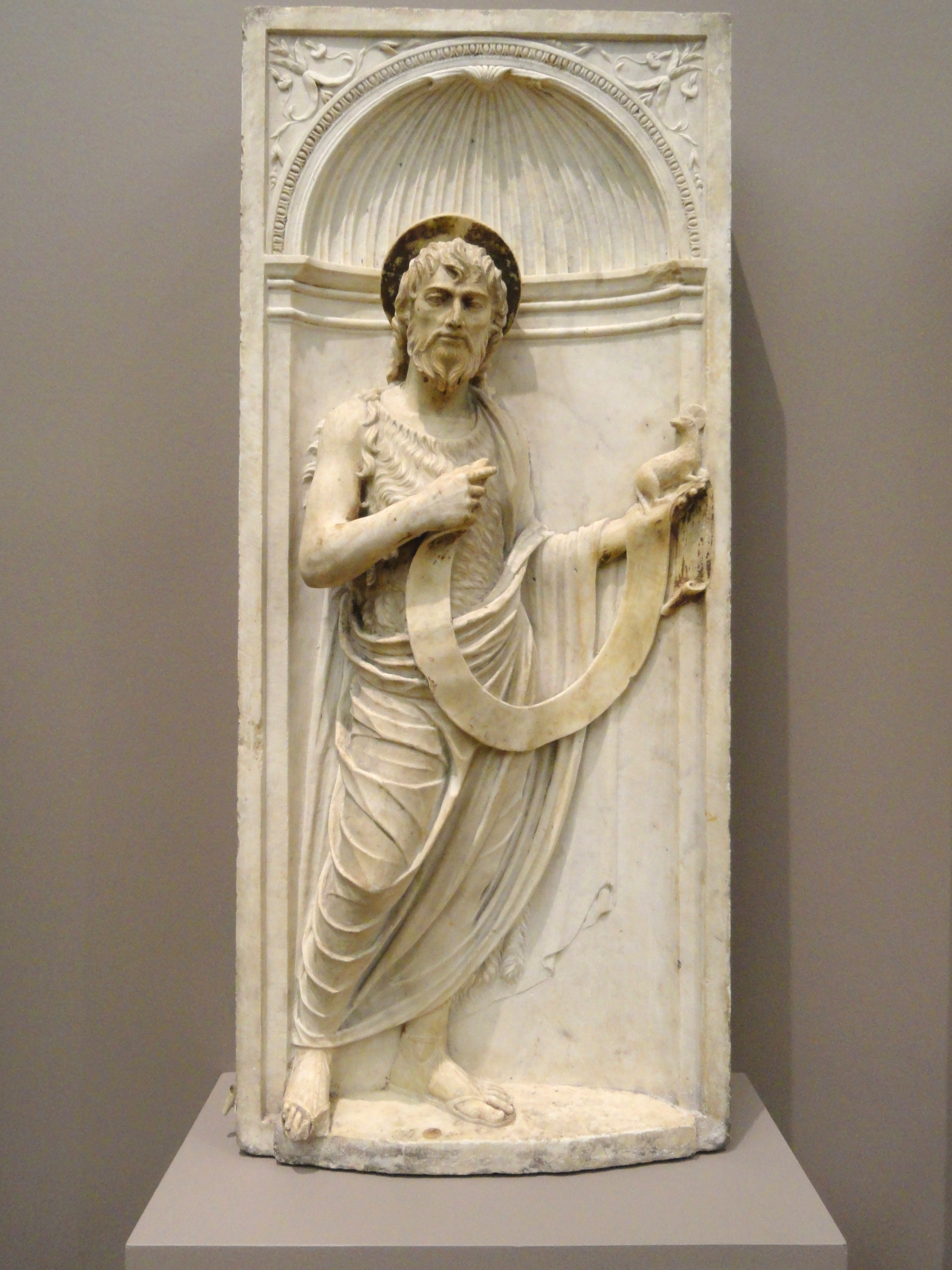
Jan Křtitel od Bregna, Statens Museum for Kunst, Kodaň

Andrea Bregno (1418, Claino con Osteno – 1506, Řím) byl italský renesanční sochař.

## Život
Bregno se narodil ve vesnici Claino con Osteno na břehu Luganského jezera a osvojil si lombardský sochařský styl. Po přesídlení do Říma se však inspiroval antikou. K jeho četným dílům patří především náhrobky a oltáře. Náhrobky mají obvykle podobu niky se sochami světců. Patřil mezi vyhledávané římské sochaře druhé poloviny 15. století.